# یواس‌اس جکسون (ال‌سی‌اس-۶)
یواس‌اس جکسون (ال‌سی‌اس-۶) (به انگلیسی: USS Jackson (LCS-6)) یک کشتی است که طول آن ۱۲۷٫۴ متر (۴۱۸ فوت) می‌باشد.